# Record d'Europe du 110 mètres haies
Pour un article plus général, voir Records d'Europe d'athlétisme.
Le record d'Europe du 110 mètres haies est actuellement détenu par le  Britannique Colin Jackson avec le temps de 12 s 91, établi le 20 août 1993 lors des championnats du monde de Stuttgart.
Le premier record d'Europe du 110 mètres haies homologué par l'Association européenne d'athlétisme est celui du Suédois Sten Pettersson en 1927 avec le temps de 14 s 8. En 1972, à l'occasion des Jeux olympiques de Munich, le Français Guy Drut devient grâce à sa performance de 13 s 34, le premier détenteur du record d'Europe de la discipline mesuré à l'aide du chronométrage électronique.

## Progression
26 records d'Europe du 110 m haies ont été homologués par l'AEA.
| Temps                      | Athlète            | Lieu                  | Date              |
| -------------------------- | ------------------ | --------------------- | ----------------- |
| Chronométrage manuel       |                    |                       |                   |
| 14 s 8                     | Sten Pettersson    | Stockholm             | 18 septembre 1927 |
| 14 s 4                     | Eric Wennström     | Stockholm             | 25 août 1927      |
| 14 s 4                     | Bengt Sjöstedt     | Helsinki              | 5 septembre 1931  |
| 14 s 4                     | Donald Finlay      | Berlin                | 6 août 1936       |
| 14 s 3                     | Håkan Lidman       | Göteborg              | 29 juillet 1938   |
| 14 s 3                     | Donald Finlay      | Colombes              | 4 septembre 1938  |
| 14 s 0                     | Håkan Lidman       | Milan                 | 22 septembre 1940 |
| 13 s 9                     | Martin Lauer       | Hambourg              | 22 septembre 1956 |
| 13 s 9                     | Anatoliy Mikhailov | Leningrad             | 12 juillet 1957   |
| 13 s 7                     | Martin Lauer       | Cologne               | 31 juillet 1957   |
| 13 s 7                     | Martin Lauer       | Stockholm             | 24 août 1958      |
| 13 s 2                     | Martin Lauer       | Zurich                | 7 juillet 1959    |
| 13 s 2                     | Guy Drut           | Paris                 | 3 juin 1974       |
| 13 s 1                     | Guy Drut           | Saint-Maur-des-Fossés | 23 juillet 1975   |
| 13 s 0                     | Guy Drut           | Berlin                | 22 août 1975      |
| Chronométrage électronique |                    |                       |                   |
| 13 s 34                    | Guy Drut           | Munich                | 7 septembre 1972  |
| 13 s 28                    | Guy Drut           | Saint-Étienne         | 29 juin 1975      |
| 13 s 20                    | Stéphane Caristan  | Stuttgart             | 30 août 1986      |
| 13 s 11                    | Colin Jackson      | Sestrières            | 11 août 1988      |
| 13 s 11                    | Colin Jackson      | Londres               | 14 juillet 1989   |
| 13 s 11                    | Colin Jackson      | Auckland              | 27 janvier 1990   |
| 13 s 08                    | Colin Jackson      | Auckland              | 28 janvier 1990   |
| 13 s 06                    | Colin Jackson      | Londres               | 10 juillet 1992   |
| 13 s 04                    | Colin Jackson      | Cologne               | 16 août 1992      |
| 12 s 97                    | Colin Jackson      | Sestrières            | 28 juillet 1993   |
| 12 s 91                    | Colin Jackson      | Stuttgart             | 20 août 1993      |